# 北京奥運 (小惑星)
北京奥運（ベイジンアオユン、23408 Beijingaoyun）は、太陽系の小惑星のひとつ。火星と木星の間の軌道を公転している。
この小惑星は1977年10月に中国の南京郊外にある紫金山天文台で発見された。2001年4月に小惑星番号 (23408) として正式に登録され、2008年8月19日、小惑星センターによって「北京奥運(Beijingaoyun)」という名前が承認された。
この名前は、2008年8月に開催された北京オリンピック（北京奥林匹克運動会、北京奥林匹克运动会）の略称に由来する。